# Mándoky Béla

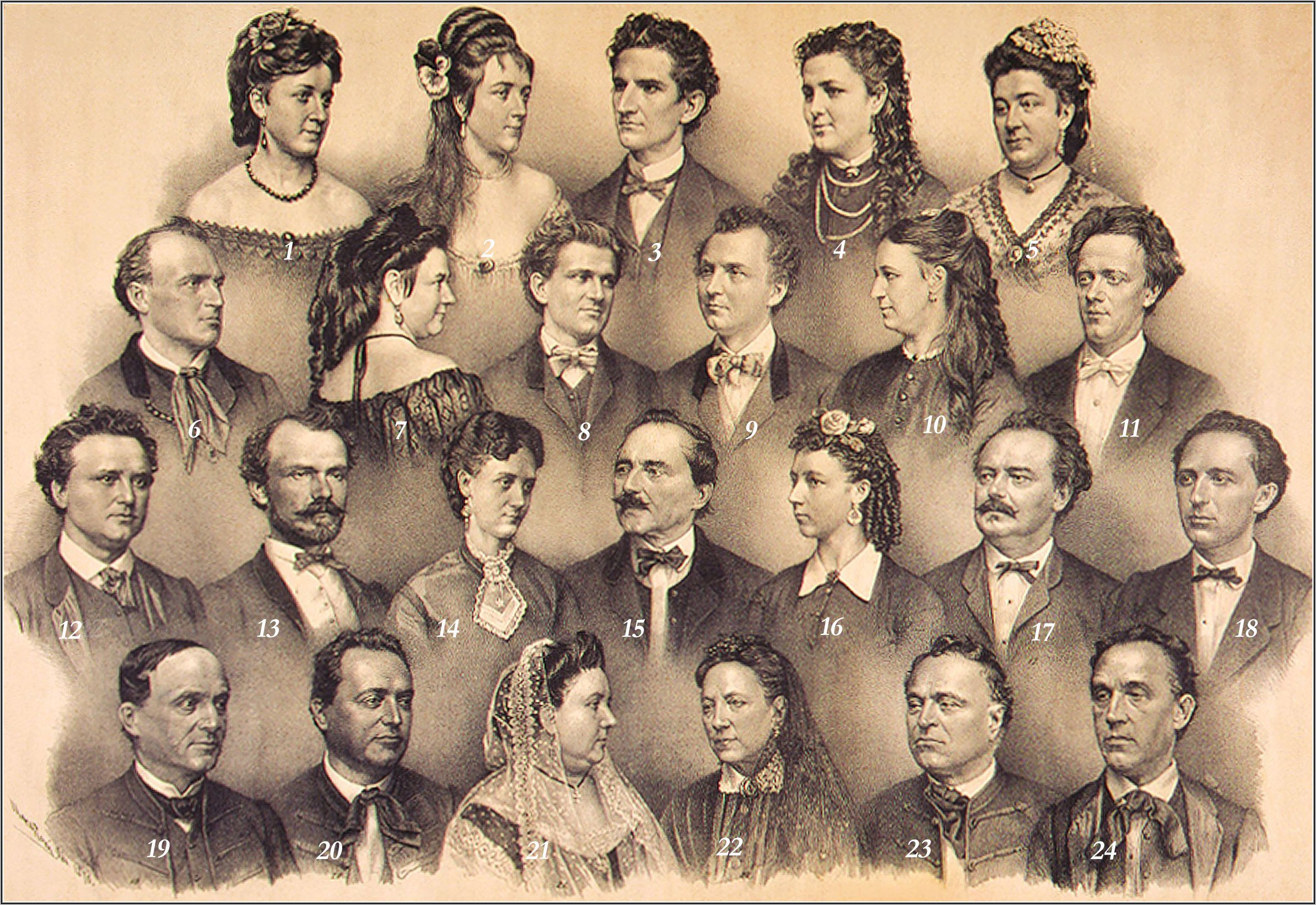
Az 1870-es debreceni színtársulatról készített tablón sorrendben a következő színészek láthatók: 1. Szakáll Róza (1848–1926); 2. Tannerné Szabó Róza, később Erkel Sándorné (1850–1922); 3. Bercsényi Béla (1844–1901); 4. Blaha Lujza (1850–1926); 5. Mándoky Béláné [Presly] Morzsai Emma (1844–1923); 6. Rónai Gyula (1828–1874); 7. Hetényi Laura, Molnárné (1830–1874); 8. Mándoky Béla (1839–1918); 9. Együd István (1838–1882); 10. Dalnoki Béniné, Konti Fáni (1842–1908); 11. Vízvári Gyula (1841–1908); 12. Gerecs János (1843–1910); 13. Dalfi Lőrinc; 14. Takács Emese, Bercsényiné (1847–1914); 15. Szabó József (1814–1875); 16. Szomolnoki Erzsi, Balla Istvánné; 17. Tanner István (1828–1878); 18. Dalnoki Béni (1838–1914); 19. Foltényi Vilmos (1820–1905); 20. Zöldi Miklós (1821–1876); 21. Foltényiné, Szákfy-Szabó Amália (1830–1901); 22. Zöldiné Szabó Julianna (1812–1886); 23. Dózsa József (1815–1886); 24. Philippovits István (1822–1885)

Alfalvi Mándoky Béla (Pankota, 1839. szeptember 17. – Debrecen, 1918. április 2.) magyar színész, színházi rendező, színigazgató.

## Élete
Nemesek gyermeke. Apja Mándoky János ügyvéd volt. A gimnáziumot Aradon kezdte a minoritáknál, a VII. és VIII. osztályt Esztergomban végezte a bencéseknél. Innen Budapestre ment, és a Műegyetem hallgatója lett, az előadások helyett azonban inkább a Nemzeti Színházat látogatta; apja ezért hazavitte és írnoki állásba helyezte Aradon. 1860-ban az aradi Kazinczy-ünnepélyen kitűnt kitűnő szónoklatával, ezután a Bíbor és gyászban lépett fel Vak Béla szerepében. Az év végén színésznek állt be Takács Ádám társulatához. 1864. március 9-től április 20-ig Kolozsváron a Follinus társaságának kedvelt tagja volt. 1865-ben megnyílt a debreceni színház, ekkor oda szerződött. 1875-ben az aradi színház társigazgatója volt, de különböző problémák miatt abbahagyta az igazgatást, és a székesfehérvári színházhoz szerződött mint rendező. 1877-78-ban a Debrecen-nagyváradi színház igazgatója lett. 1882-ben Győrbe ment társulatával és 1885-ben Szabadkára, majd Debrecenbe, ahol Nagy Vince bukása után a város által kinevezett ötös igazgatóság tagja volt, később pedig a Valentin Lajos igazgatása alatt működő tagok sorába lépett. 1890. április 1-jén szívbaja miatt nyugdíjba vonult, december 4-én búcsúzott el a színpadtól.

## Családja
Első felesége Bukuresty Bokor Róza, egy földbirtokos leánya volt, aki 22 éves korában (Marosvásárhelyen, 1865. október 6-án) elhunyt. Tőle származott egyetlen fia: Mándoky Sándor. — Második neje, Borsos Róza szintén nagyon hamar meghalt Nagyváradon. — Harmadik feleségével, a Morzsai nevet felvett – eredetileg francia eredetű Presly (Preszly) – Emma koloratúrszoprán énekesnővel 1868. december 26-án kötött házasságot Kolozsváron, aki aztán mindenhova követte férjét, majd 1884-ben időlegesen, 1888-ban pedig véglegesen visszavonult a színpadtól.

## Művei
- Emléklapok (1891),
- Színész-világ (1892).

## Főbb szerepei
- Vak Béla (Hegedűs Lajos: Bíbor és gyász);
- Hamlet, Rómeó (Shakespeare);
- Bánk bán (Katona József);
- Posa márki (Schiller: Don Carlos);
- Carlos (Sardou: A haza).